# Karl Geigy-Hagenbach

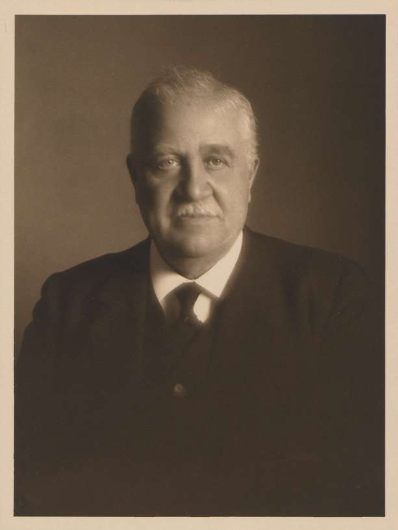
Karl Geigy-Hagenbach (zwischen 1915 und 1935)

Karl Geigy-Hagenbach (geboren 23. Mai 1866 in Basel; gestorben am 6. September 1949 in Basel) war ein Schweizer Industrieller und Autographensammler.

## Leben
Geigy-Hagenbach war der zweite und jüngste Sohn des Industriellen und Nationalrats Johann Rudolf Geigy-Merian. Er besuchte die Schulen in Basel und Neuenburg. 1890 trat er in das familieneigene Unternehmen J. R. Geigy ein. 1891 wurde er Teilhaber des Unternehmens. Als es 1901 in eine Aktiengesellschaft umgewandelt wurde, zog er in den Verwaltungsrat ein. Ab 1914 war er oberster kaufmännischer Leiter des Unternehmens. 1925 gab er die operativen Tätigkeiten im Unternehmen ab. 1927 schied er auch aus dem Verwaltungsrat aus.
Geigy-Hagenbach heiratete 1891 Emmy Hagenbach-Burckhardt (geb. 28. Juni 1870 in Basel; gest. 9. Juni 1938 in Basel), Tochter von Eduard und Emma Hagenbach-Burckhardt. Er starb am 7. September 1949 nach kurzer Krankheit und fand seine letzte Ruhestätte auf dem Friedhof am Hörnli.

## Autographensammlung

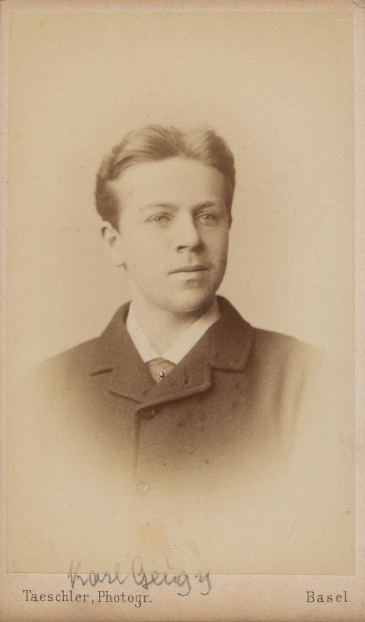
Karl Geigy-Hagenbach (zwischen 1884 und 1900)

Geigy-Hagenbach sammelte ab 1884 Autographen. Er galt schon zu Lebzeiten als einer der bedeutendsten Autographensammler seiner Zeit. Er legte eine Universalsammlung an, die Autographen von Fürsten, Staatsmännern, Militärs, Gelehrten, Entdeckern, Künstlern, Schriftstellern, Musikern etc. umfasste. Er publizierte einen Katalog seiner Sammlung und ein Faksimilealbum. Seine Leidenschaft für Autographen verband ihn mit Stefan Zweig, mit dem er befreundet war. 295 Briefe und Karten, die Zweig an Geigy-Hagenbach schrieb, sind erhalten geblieben und werden in Basel und Marbach aufbewahrt.
Zwei Drittel der Autographensammlung wurden von seinen Erben der Universitätsbibliothek Basel übergeben. Das dritte Drittel wurde 1961 in Marburg versteigert. Einige Dokumente konnten dank privater Geldgeber von der Universitätsbibliothek Basel zurückgekauft werden.

## Publikationen
- Karl Geigy-Hagenbach: Kurzer Überblick über die Entwicklung der Firma Joh. Rud. Geigy. Frobenius, Basel 1919.
- Karl Geigy-Hagenbach (Hrsg.): Album von Handschriften berühmter Persönlichkeiten vom Mittelalter bis zur Neuzeit. R. Geering, Basel 1925.
- Karl Geigy-Hagenbach: Autographen-Sammlung : als Manuskript gedruckt. Gasser & Cie. A.-G., Basel 1929 (Hauptwerk und Nachträge 1 und 2).
- Karl Geigy-Hagenbach: Autographen-Sammlung (Nachtrag 3). Gasser & Cie. A.-G., Basel 1933.
- Karl Geigy-Hagenbach: Autographen-Sammlung (Nachtrag 4). Gasser & Cie. A.-G., Basel 1939.

## Literatur

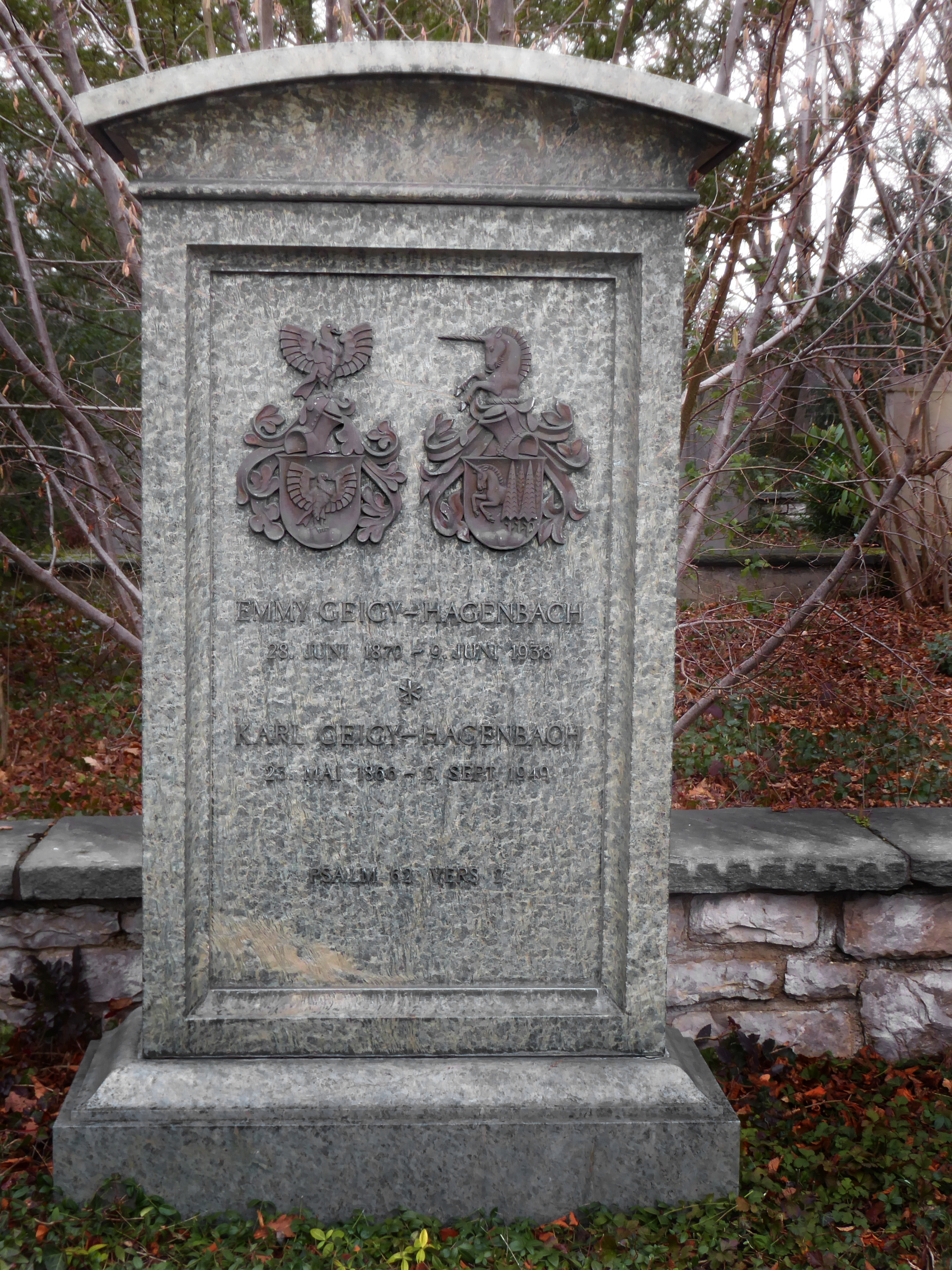
Grab, Friedhof am Hörnli